# Appenzell Ausserrhoden kanton
Appenzell Ausserrhoden (svájci német dialektusban Appezäll Osserode, franciául Appenzell Rhodes-Extérieures, olaszul Appenzello Esterno, rétorománul Appenzell Dadora) Svájc egyik kantonja az ország északkeleti részén. Túlnyomórészt német anyanyelvű lakosainak száma 2013-ban 53 691 volt. Székhelye Herisau, a kantoni bíróság azonban Trogenben található.

## Története
Appenzellt először 1071-ben említik, mint a Sankt Gallen-i apátság földjét (latinul abbatis cella, az apát telke). Herisau első említése még korábbi, 907-ből való.
A 14. század közepére az appenzelli parasztok és a Sankt Gallen-i apát között a legeltetési jogok, adók, dézsmák miatt elmérgesedett a viszony. Szövetségeseket keresve mindkét fél csatlakozni kívánt az akkoriban megalakult Sváb Ligához. Konstanz és Sankt Gallen városának (a város és az apátság viszonya sem volt felhőtlen) támogatásával Appenzellt 1377-ben felvették a Ligába, és azontúl megtagadta a Kuno von Staffeln apát által követelt adók és ajándékok egy részét. Kuno a Habsburgokhoz fordult segítségért és 1392-ben szövetséget kötött velük, melyet 1402-ben megújítottak. Válaszul Appenzell 1401-ben Sankt Gallen várossal kötött védelmi szerződést.

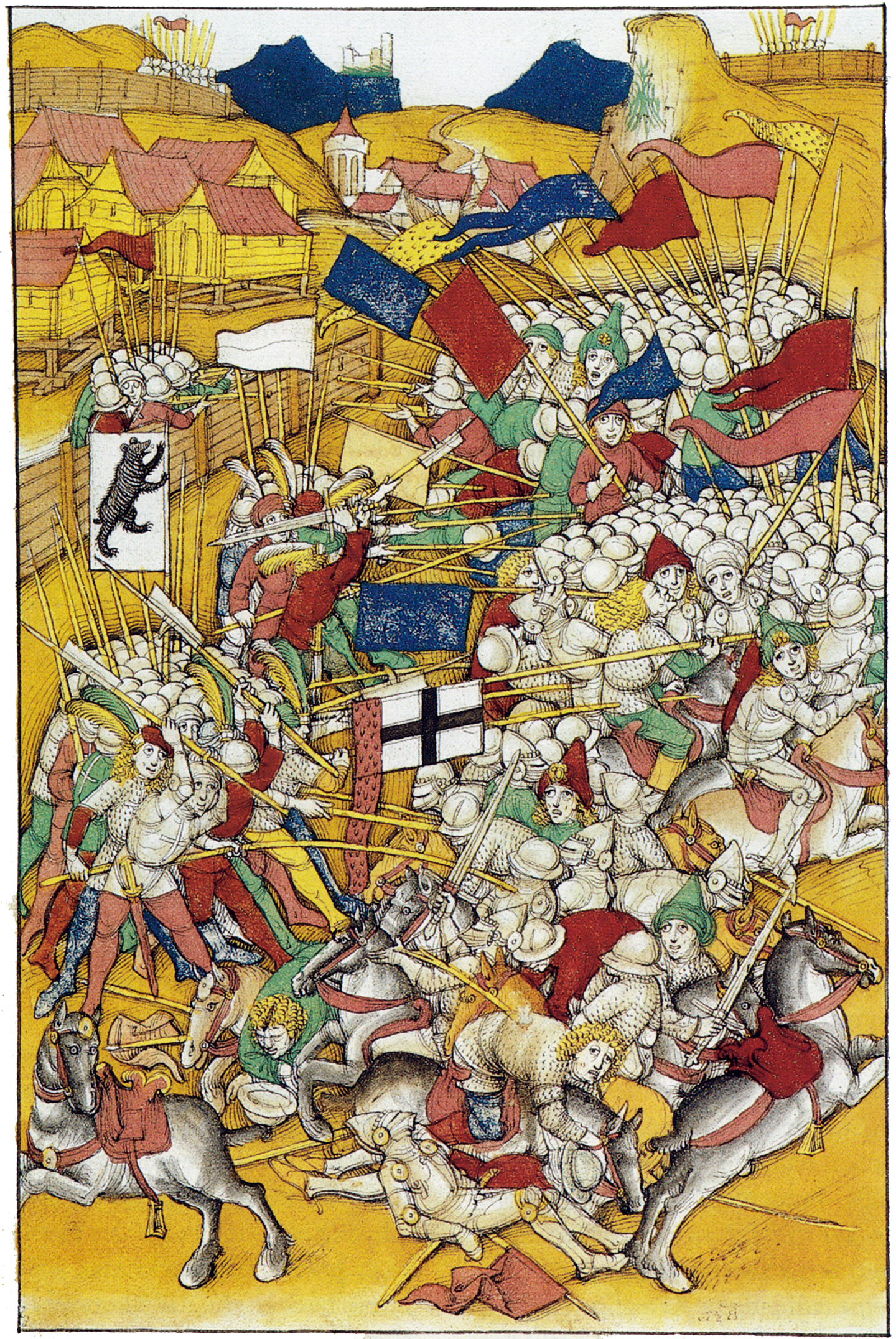
A vögelinseggi csata

Az apáttal és szolgáival való viszony teljesen megromlott, különösen miután a kolostor ispánja kiásatott egy eltemetett holttestet, hogy megszerezhesse a ruháját. Az appenzelliek fellázadtak és elkergették az apátsági tisztviselőket. 1402-ben, feltehetően tartva a Habsburgoktól, a Sváb Liga kizárta a lázadó tartományt és az apátnak sikerült megegyeznie Sankt Gallen városával, hogy bontsák fel szövetségüket Appenzellel. Appenzell erre az Ósvájci Konföderáció tagjával, Schwyz kantonnal kötött védelmi szövetséget és Glarus kanton is engedélyezte polgárainak, hogy segítségére siessenek. A Sváb Liga erre Appenzell ellen vonult, de 1403. május 15-én a Speicher-hágóban Vögelinsegg falunál vereséget szenvedtek. Az appenzelliek 1405. június 17-én a Stoss-hágóban újabb győzelmet arattak és tovább terjeszkedtek: még a kolostor apátját is sikerült elfogniuk, mire válaszul a konstanzi püspök kiközösítette őket.
A lázadó polgárok sikereire válaszul 1406-ban osztrák nemesek létrehozták a Szent György Pajzsa lovagrendet (Sankt Jörgenschild). A lovagok bregenzi győzelme után Appenzell, Sankt Gallen és Schwyz szövetsége felbomlott, de az appenzelliek kivívták függetlenségüket a Sankt Gallen-i kolostortól.
1411-ben Appenzell társult tagként csatlakozott az Ósvájci Konföderációhoz, 1513-ban pedig teljes jogú kantonná vált.
A reformáció 1522-től kezdett el terjedni a kantonban. A községek egy része áttért, míg mások megmaradtak a katolicizmus kebelében. A fokozódó vallási feszültségek miatt a kantoni gyűlés (Landesgemeinde) 1525 áprilisában úgy döntött, hogy minden egyházközségnek el kell döntenie melyik felekezethez akar tartozni, ezután pedig létrejött a protestáns Ausserrhoden és a katolikus Innerrhoden félkanton. A két közösség közötti béke csak a második kappeli háború után állt helyre; a későbbiekben támogatták egymás külpolitikai (francia szövetségesi) és gazdasági (közösen léptek fel a helyi takácsok konfliktusában Sankt Gallen lenszövőivel szemben) érdekeit.

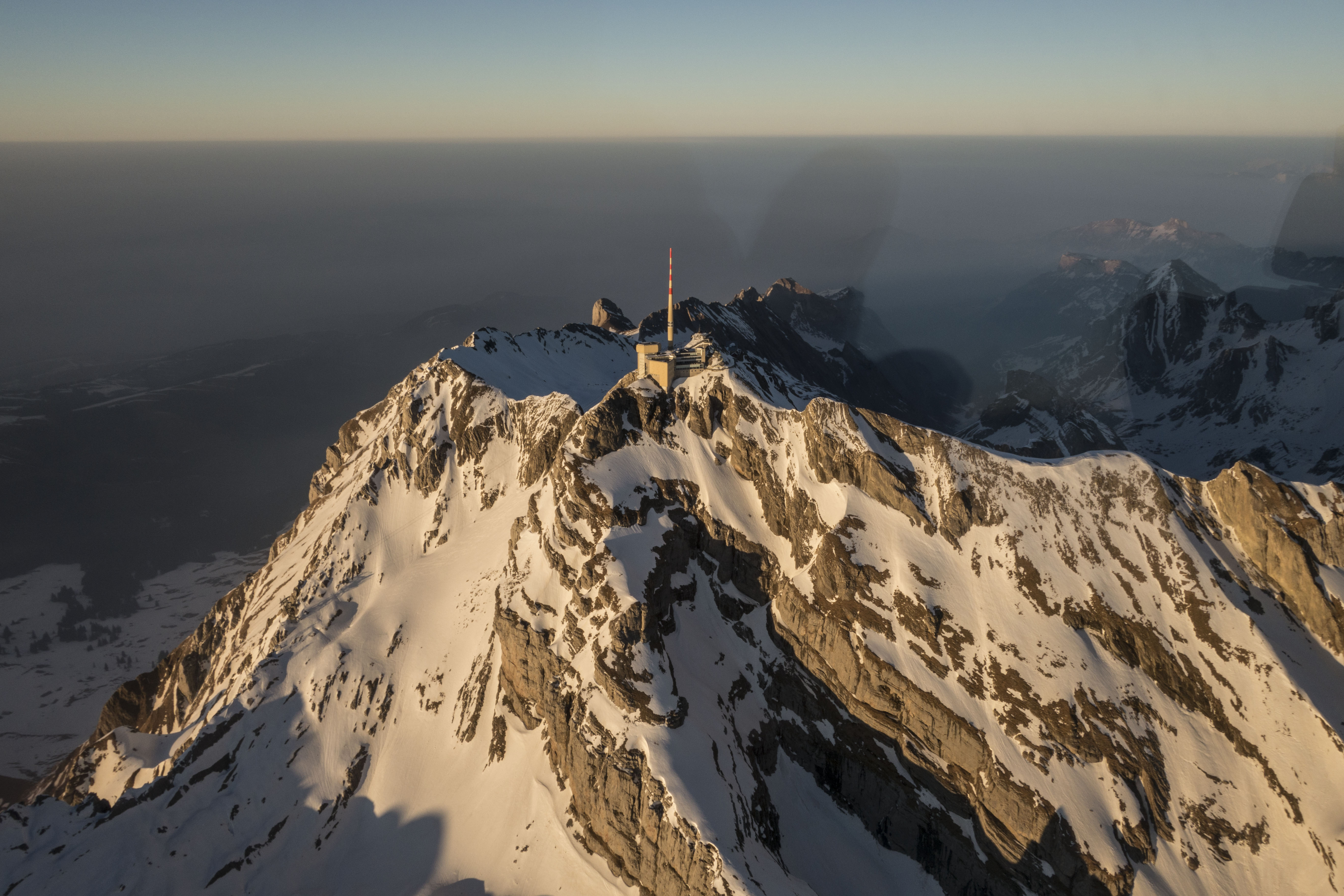
A kanton legmagasabb pontja, a Säntis

1798-ban Napóleon katonái megszállták Svájcot és a franciák által létrehozott Helvét Köztársaságban a két Appenzellt Säntis kantonba tagolták be, de a köztársaság 1803-as bukása után visszakapták korábbi függetlenségüket.
A 16. századtól kezdve fokozatosan erősödött a kantonban a lenszövőipar és később nagy textilgyárak jöttek létre, a helyi textilipar azonban a két világháború között összeomlott. A kanton alkotmányát 1834-ben fogadták el, melyet 1876-ban és 1908-ban jelentően módosítottak. A nők helyi szinten 1972-ben kaptak szavazati jogot, kantoni választásokon azonban csak 1989-ben voksolhattak először. A hagyományos nyílt népgyűlés intézményét 1997-ben törölték el.

## Földrajza
Appenzell Ausserrhoden délkelet felől Appenzell Innerrhoden kantonnal határos, és a két Appenzellt teljesen egészében körbeveszi Sankt Gallen kanton. Területe 243 km², legmagasabb pontja a 2503 méteres Säntis. Érdekesség, hogy a kanton földrajzi középpontja területén kívül, Appenzell Innerrhodenben fekszik.

## Közigazgatás

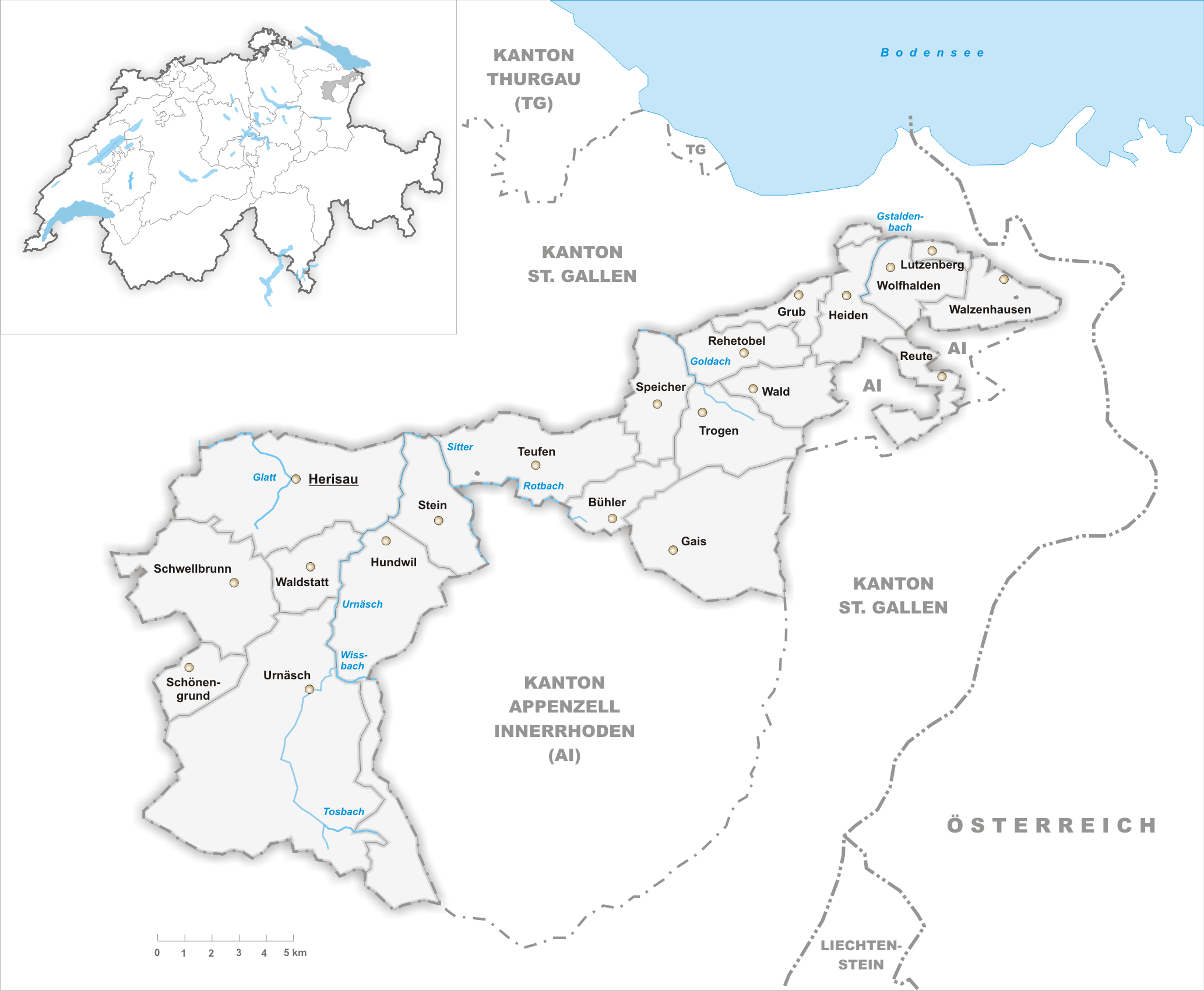
Appenzell Ausserrhoden önkormányzatai

A kanton szövetségi szinten csak félkantonnak számít, ezért a svájci parlament felsőházába, az Államtanácsba csak egy képviselőt küldhet.
Appenzell Ausserrhoden 20 önkormányzatra oszlik:
- Bühler
- Gais
- Grub
- Heiden
- Herisau
- Hundwil
- Lutzenberg
- Rehetobel
- Reute
- Schönengrund
- Schwellbrunn
- Speicher
- Stein
- Teufen
- Trogen
- Urnäsch
- Wald
- Waldstatt
- Walzenhausen
- Wolfhalden

1995-ig a kantont három kerületre (Hinterland, Mittelland, Vorderland) osztották, ám ekkor ezeket megszüntették. A régi kerületi beosztás azonban nem hivatalosan a mai napig fennmaradt.

## Népesség
A kantont 2013-ban 53 691-en lakták, közte 6 959 (13,22%) külföldi állampolgár. Többségük anyanyelve a német svájci dialektusa. Történelmi okok miatt a lakosság többsége (51%) evangélikus vallású, míg a katolikusok aránya 31%.

## Fordítás
- Ez a szócikk részben vagy egészben  az   Appenzell Ausserrhoden című angol Wikipédia-szócikk ezen változatának fordításán alapul.  Az eredeti cikk szerkesztőit annak laptörténete sorolja fel. Ez a jelzés csupán a megfogalmazás eredetét és a szerzői jogokat jelzi, nem szolgál a cikkben szereplő információk forrásmegjelöléseként.
- Ez a szócikk részben vagy egészben  a   Kanton Appenzell Ausserrhoden című német Wikipédia-szócikk ezen változatának fordításán alapul.  Az eredeti cikk szerkesztőit annak laptörténete sorolja fel. Ez a jelzés csupán a megfogalmazás eredetét és a szerzői jogokat jelzi, nem szolgál a cikkben szereplő információk forrásmegjelöléseként.